# クロボー製菓
クロボー製菓株式会社（クロボーせいか）は、福岡県久留米市に本社を置く菓子メーカーである。
名前の由来は商品の黒棒からきている。

## 沿革
- 1920年（大正9年） - 福岡県久留米市に吉村竹次郎商店として創業。
- 1962年（昭和37年）- 株式会社吉村黒棒商店と改組。
- 1966年（昭和41年） - クロボー製菓株式会社に社名変更。
- 2012年（平成24年） - 久留米市から女性労働者活躍推進事業所として表彰[1][2]。

## 事業所
- 営業所
  - 東京営業所
  - 愛知営業所
  - 大阪営業所

## 商品
黒棒九州産小麦をブレンドして、玉子を使って焼き上げた生地に、昔ながらの手づけ製法で1本1本黒砂糖蜜をからめてある。
白樺黒棒と同じ生地に、同じく手づけ製法で九州産しょうがで風味づけしたグラニュー糖蜜がからめてある。
黒糖丸ぼうろ黒砂糖を使ったぼうろ。
えんどう豆かりんとう丸挽きえんどう豆を主原料に焼き上げ、黒砂糖蜜をからめたお菓子。新商品であったが、黒棒の次の人気商品となった。